# Jeff Easley
Pour les articles homonymes, voir Easley.
Jeff Easley (né en 1954) est un artiste peintre qui crée des œuvres d'art fantastiques pour des jeux de rôle, des bandes dessinées et des magazines, ainsi que des œuvres d'art commerciales non fantastiques.

## Biographie
Jeff Easley est né à Nicholasville, dans le Kentucky, en 1954. Enfant, il passe son temps à dessiner, en particulier des créatures telles que des fantômes et des monstres. « Je regardais beaucoup de films de monstres à la télévision et je construisais tous les modèles réduits de monstres qui me tombaient sous la main », a-t-il déclaré. Il étudie au lycée de Nicholasville, puis obtient un Bachelor of Fine Arts en peinture à l'université d'État de Murray dans le Kentucky.
Après que sa compagne Cynthia a terminé ses études supérieures, le couple s'installe dans le Massachusetts avec des amis, où Jeff Easley commence sa carrière d'artiste professionnel. « J'ai travaillé en free-lance pour Warren Publishing, notamment sur des couvertures et des bandes dessinées pour Creepy, Eerie et Vampirella, et pour les magazines Marvel Comics, notamment sur des couvertures pour The Savage Sword of Conan et Bizarre Adventures. Mais mon véritable revenu provenait de mon travail à la Okey-Doke Popcorn Company ». Il cite Frank Frazetta, artiste du milieu du XXe siècle, comme une influence majeure.
Easley rencontre Larry Elmore, artiste originaire du Kentucky, par l'intermédiaire d'un ami commun. « Lorsque j'ai appris que Larry prévoyait de quitter Fort Knox pour rejoindre TSR, je suis entré en contact avec lui et j'ai découvert qu'il y avait peut-être d'autres possibilités d'emploi là-bas ». Il postule pour un emploi chez TSR, éditeur du célèbre jeu de rôle Donjons et Dragons : « J'ai... commencé ici en mars 1982. Mon premier projet a été de peindre des pierres précieuses sur le dos des quatre premiers livres de Endless Quest, mais à partir de là, ça n'a pas été de tout repos ». Le premier jeu de rôle de l'artiste pour TSR est Lost Caverns of Tsojcanth, en tant qu'artiste d'intérieur. Sa première couverture publiée pour TSR est celle du livre Revenge of the Rainbow Dragons de la série Endless Quest, sorti en 1983.
Il réalise ensuite la plupart des couvertures de la populaire série de livres de règles cartonnés Advanced Dungeons & Dragons des années 1980 et 1990. Certaines de ses illustrations de l'époque figurent sur les couvertures de livres tels que l’AD&D Player's Handbook, le Dungeon Master Guide, le Tome of Magic, le Monstrous Manual, et plus d'une douzaine de suppléments du Monstrous Compendium, ainsi que plusieurs éditions de la boîte de base de D&D. Parmi ses œuvres les plus remarquables se trouvent les couvertures des versions de la première édition du Monster Manual, du Monster Manual II, de Legends & Lore, de Unearthed Arcana, d’Oriental Adventures et du Dungeoneer's Survival Guide, ainsi que les livres de base de la deuxième édition (le Player's Handbook, le Dungeon Master's Guide et le Monstrous Manual). Il peint également la couverture de la première édition de Battlesystem, la couverture révisée de Gamma World, ainsi que de nombreuses couvertures de modules et de livres Endless Quest et une couverture de Dragonlance Calendar. Il réalise la couverture de Dragonlance Adventures et d'autres illustrations pour la série Lancedragon (Dragonlance),. L'une de ses œuvres, « Red Dragon », figure sur la couverture du livre AD&D, Monster Manual, de 1983 à 1989. Lors de l'acquisition de TSR par Wizards of the Coast en 1997, Easley illustre quarante-neuf cartes pour les jeux Magic : L'Assemblée (Magic : The Gathering), des Masques de Mercadia (Mercadian Masques) jusqu'à Eventide.
En 2003, il quitte Wizards of the Coast et travaille en indépendant. Il conçoit des incrustations de dragons en or et ivoire pour des guitares de luxe en édition limitée. Il réalise également l'illustration de l'album Triumph or Agony (2006) du groupe italien de power metal Rhapsody of Fire.
En 2014, Scott Taylor du magazine Black Gate, nomme Jeff Easley n°5 dans une liste des 10 meilleurs artistes de RPG des 40 dernières années, en disant « Son travail a couvert tous les AD&D 1E à couverture rigide ainsi que le AD&D 2E Player's Handbook et le DMG. Il a également réalisé d'innombrables illustrations en noir et blanc et aucun artiste n'a rempli plus de pages de RPG que Jeff ».